# Indokuzicus militaris
Indokuzicus militaris är en insektsart som först beskrevs av Bolívar, I. 1900.  Indokuzicus militaris ingår i släktet Indokuzicus och familjen vårtbitare. Inga underarter finns listade i Catalogue of Life.